# 정신 지도의 규칙
《정신 지도의 규칙》(精神指導－規則, 라틴어: Regulae ad directionem ingenii)은 르네 데카르트가 1619년부터 집필하기 시작한 미완성 작품으로 데카르트의 초기 저작이다. 정신 지도의 규칙(Rules for the Direction of the Mind)이란 과학적, 철학적 사고를 위해 필요한 적절한 방법에 관한 규칙을 말한다. '지도'라는 말의 본의(本義)는 진로·방향이라는 것으로, 인간 이성이 바른 진리에 도달하기 위해서 어쩔 수 없이 그 길을 지나가지 않으면 안 되는 일정한 진로를 가리키고 있다. 인간의 내부에는 '진리의 종자(種子)'라는 것이 숨겨져 있어서 이것을 그 일정한 진로에 따라 찾아내어 나간다면, 필연적으로 하나의 진리에서 다른 진리로의 연쇄(連鎖)를 따라 어떤 보편적 인식으로 이끌려 나간다. 그와 같은 방법이 있다는 것을 이 책에서는 말하고 있는 것이다. 이것은 1628년, 네덜란드에 이주하기 직전에 쓰여진 것으로 추정되며, 미완성의 유고(遺稿)로서 발견되었다.

## 같이 보기
- 심리철학

## 참고
- Douglas Burnham and James Fieser. “René Descartes (1596-1650)”. 《Internet Encyclopaedia of Philosophy》. 2005년 8월 6일에 원본 문서에서 보존된 문서. 2005년 8월 9일에 확인함.

## 재발간
- Descartes, R. (2000년 6월). 《Rules for the Direction of the Mind》. Bobbs-Merrill Co. ISBN 0-672-60334-9.